# هومبرتو باينا
هومبرتو باينا (بالإسبانية: Humberto Baena)‏ (و. 1950 – 1975 م) هو سياسي إسباني، ولد في فيغو، توفي في أويو دي مانثاناريس، عن عمر يناهز 25 عاماً.